# Conca della Campania
Conca della Campania é uma comuna italiana da região da Campania, província de Caserta, com cerca de 1.390 habitantes. Estende-se por uma área de 26 km², tendo uma densidade populacional de 53 hab/km². Faz fronteira com Galluccio, Marzano Appio, Mignano Monte Lungo, Presenzano, Roccamonfina, Tora e Piccilli.

## Demografia
| Variação demográfica do município entre 1861 e 2011                               |
|                                                                                   |
| Fonte: Istituto Nazionale di Statistica (ISTAT) - Elaboração gráfica da Wikipedia |